# Lotfi Sekkat
Lotfi Sekkat, né le 31 août 1964 à Meknès au Maroc, est un banquier et financier marocain. 
Il est nommé comme président directeur général (PDG) de CIH Bank par le roi Mohammed VI lors du conseil des ministres du 4 juin 2019.

## Biographie
Lotfi Sekkat obtient son baccalauréat C (mathématiques) en 1982 au Lycée Descartes (lycée français de Rabat). Il est ingénieur diplômé de l’École nationale supérieure d’électronique, informatique et radio communications de Bordeaux . 
Il commence sa carrière au Crédit du Maroc ou il mène un riche parcours. Il exerce plusieurs missions au niveau du secrétariat général de l'exploitation et occupe divers postes tel que directeur de l’informatique et de l’organisation, puis directeur central de l’industrialisation. 
Il est nommé Directeur général en risques, ressources et finances en 2009 par Ahmed Rahhou, lui même nommé par le Roi Mohammed VI en tant que président directeur général (PDG) de CIH Bank. En sa qualité de numéro 2 de CIH Bank, Lotfi Sekkat a toujours accompagné Ahmed Rahhou lors des cérémonies de présentation des résultats périodiques de la banque. Il est également connu pour son engagement associatif à travers la Fédération des secteurs bancaire et financier dont il est président depuis 2015. Il a été réélu pour 3 ans par ses pairs en octobre 2018 à la tête de cette fédération affiliée à la CGEM, en obtenant 95,40 % de suffrages favorables.
Lors du conseil des ministres présidé par le Roi Mohammed VI et siégeant à Rabat le 4 juin 2019, il est nommé président directeur général (PDG) de CIH Bank conformément aux dispositions de l’article 49 de la Constitution, sur proposition du Chef du gouvernement et à l’initiative du ministre de l’Économie et des Finances.